# Joseph Clynmans
Joseph Guillaume Marie Sophie Clynmans, né le 24 janvier 1889 à Louvain et décédé le 24 août 1966 à Anvers fut un homme politique belge catholique.
Clynmans fut docteur en Droit (Université catholique de Louvain). 
Il fut élu conseiller communal (1926-) et échevin (1927-1938) de Louvain, conseiller communal d'Anvers (1946-1964), député d'Anvers (1925-1932), sénateur de l'arrondissement de Anvers (1949-54).

## Sources
- Bio sur ODIS